# Markusmühle

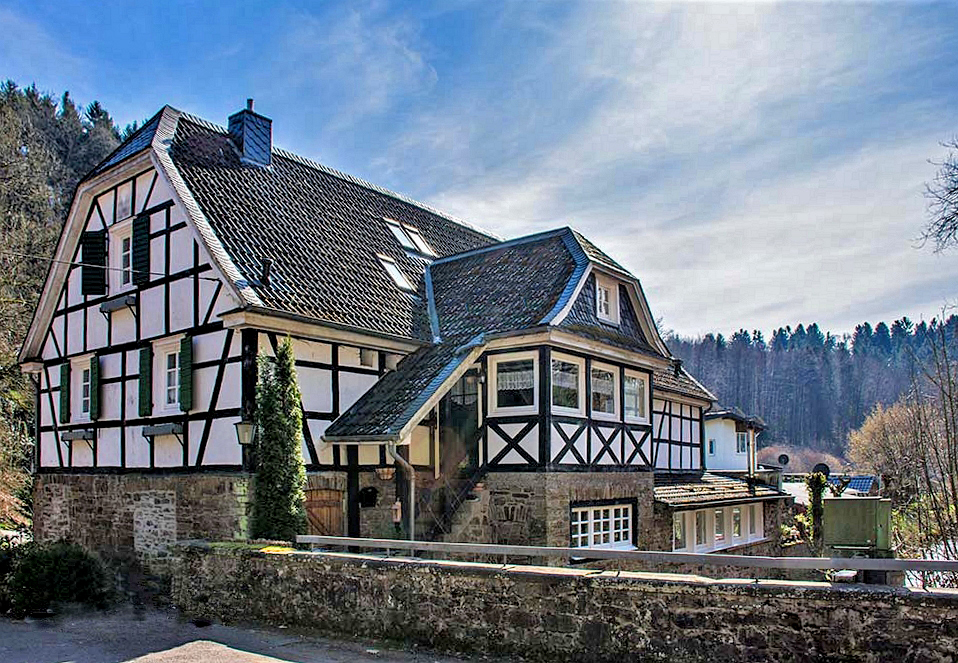
Die Markusmühle im März 2018

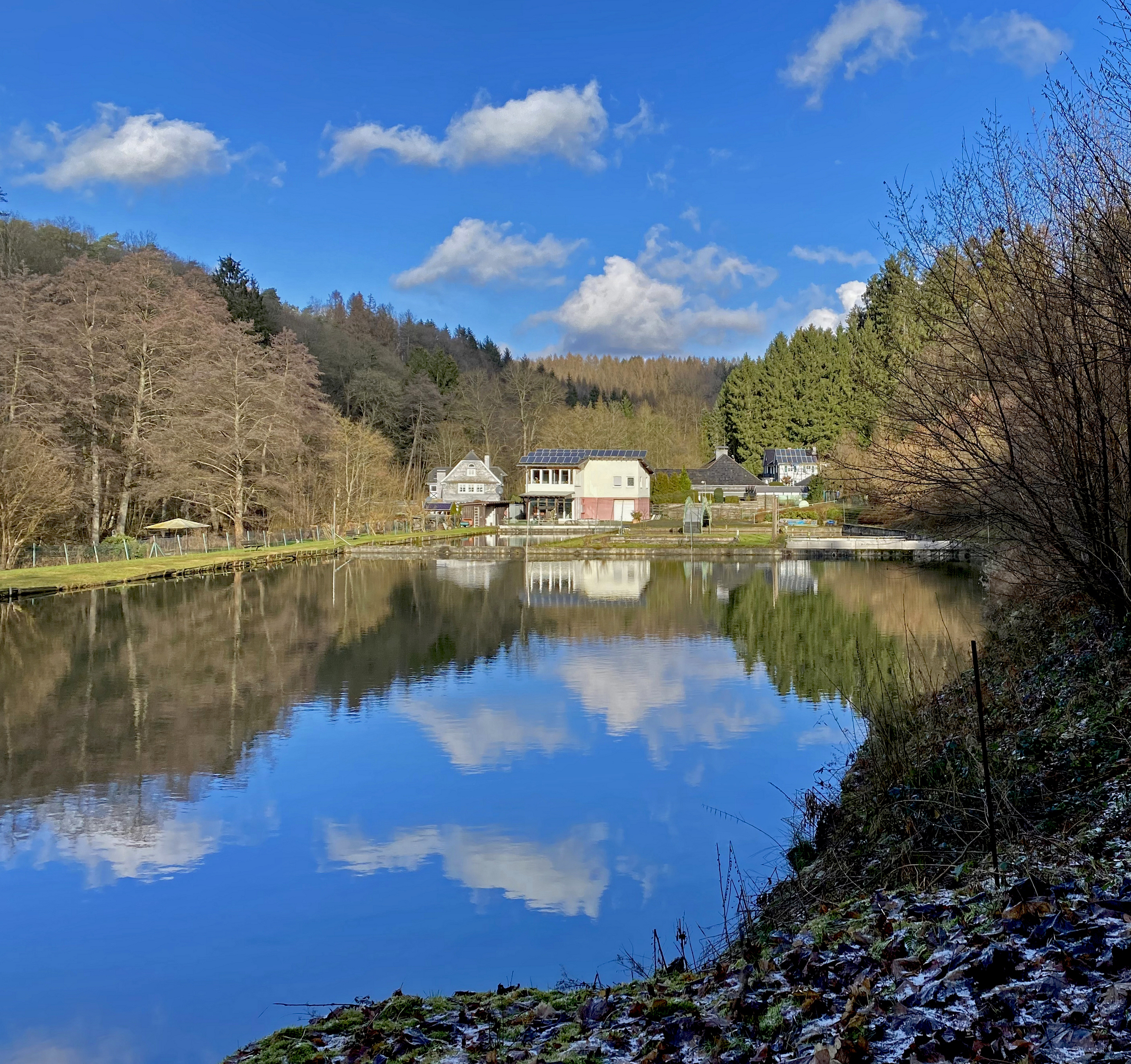
Forellenhof an der Markusmühle

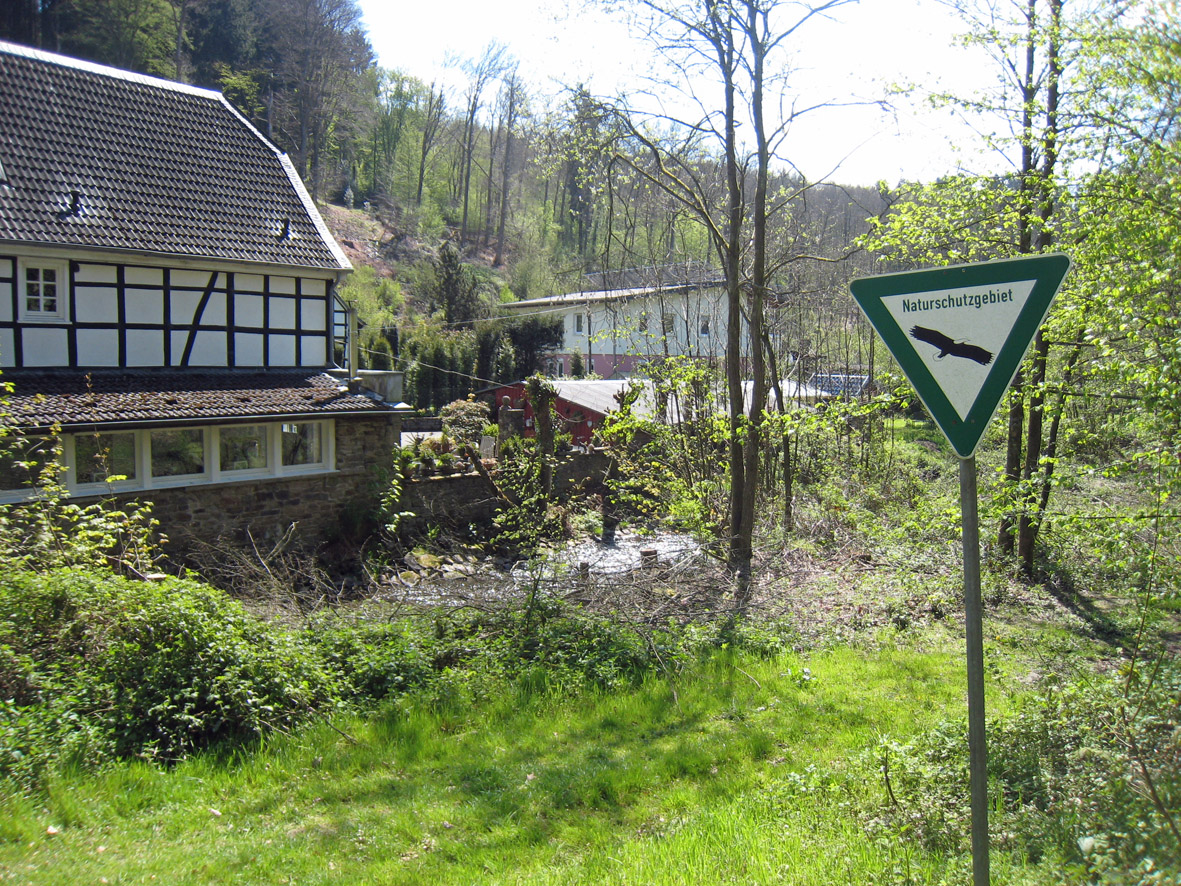
Naturschutzgebiet Eifgenbachtal und Seitentäler in der Umgebung der Markusmühle

Die Markusmühle war einstmals eine Wassermühle und in den 1970er Jahren bis 1984 ein regional bekanntes Ausflugsziel in Wermelskirchen. Sie liegt an der Landstraße 294 im Eifgental – der Eifgenbach ist einer der 16 Nebenflüsse der Dhünn zwischen Hilgen und Dabringhausen.

## Geschichte
Die Mühle wurde im Jahr 1465 von Friedrich von Lambsfuß errichtet. Im Jahre 1571 führt der Marxen von der Odder einen Reichskammergerichts-Prozess mit dem Besitzer der Rausmühle. 1666 ist Marcus Müller Teilnehmer an der Erbhuldigung in Ostringhausen. Um 1671 wurde die alte Mühle durch eine neue ersetzt. Seitdem wird sie nach ihrem damaligen Besitzer Johann Marcus als Markusmühle bezeichnet.
Im Jahre 1727 wird die Jagdgrenze des Amtes Bornefeld beschrieben. Sie geht von der Burg die Wupper hinauf bis Müngsten, dort auf die Morsbach bis zur Gerstau und zu Ibach und Mickensiefen auf Born, durch den Rattenberg auf Dreibäumen zu bis an Gerffster(?) Lindenbaum auf die Neuemühle dann die Dhünn abwärts auf die Sibelsmühle auf Kloster Altenberg dann das Eifgen hinauf über Markusmühle bis an den Buddenberg dort auf Neuenhaus über den Tringenberg bis an den Sengbacher Steg über den Berg bis an den Burger Wegweiser.

„1750 hat die Otten- oder Markusmühle ein Mann namens Sieger daselbst und gibt auf Martini einen Taler.
Die Jagdbezirksgrenze zwischen Wilh. von Gülich, Dhünnenburg, und Kloster Altenberg verläuft 1762 über die Marcusmühle.“

Im Jahre 1805 wird Heinrich Löhmer in der Markusmühle genannt. Bis 1915 hat die Familie Löhmer die Mühle zum Eigentum. Es folgen 1918 Josef Wiemer, Gastwirt, 1928 Alois Grüterich und 1933 Architekt August Kegel.
Nachdem die Mühle im Jahr 1937 vollständig niederbrannte, wurde sie 1938 von August Kegel wieder aufgebaut. Man konnte an dem Haus, das direkt am Bach stand, folgende Inschrift lesen: „Nach dem Brande wieder aufgebaut. August Kegel.“ Auf der Hinterseite konnte man den Bergischen Löwen bestaunen, der später Umbaumaßnahmen zum Opfer fiel.
1975/1976 wurden verschiedenste Teile der Grundstücke und Gebäude in der Markusmühle von dem Immobilienmakler Udo Steiner und seiner Frau Malande Steiner (geb. Wolski) erworben, saniert und einzelne Teile (Gebäude mit kleineren Flächen) veräußert.
Heute noch gehören einige größere Flächen zum Privatbesitz der Familie Steiner/Wolski, auch wenn einige Teile zu Gunsten der Allgemeinheit für die Dhünntalsperre enteignet wurden.
In der Nacht vom 29. auf den 30. Dezember 1984 brannten die Mühle und das Gasthaus bis auf die Grundmauern ab und wurde nicht mehr aufgebaut. Hierbei starben eine Frau und ein Mann.
Auf einer alten Postkarte zu Beginn des 20. Jahrhunderts sind insgesamt fünf Nebengebäude zu sehen, sowie eine heute noch existierende Holzbrücke, die über den Eifgenbach verläuft. Angrenzend zur ehemaligen Markusmühle befindet sich der Forellenhof mit mehreren größeren Fisch- und Zuchtbecken. Hier werden die gezüchteten Fische zum Verkauf oder Verzehr vor Ort angeboten, aber auch Hobby-Angler können sich die Fische selbst fangen.
Zu den fünf Gebäuden gehörte unter anderem eine Scheune und ein Tanzsaal. Beides wurde von der Familie Steiner/Wolski zu Wohnobjekten umgewandelt und diese werden heute noch bewohnt.
Vor 1976 befanden sich die Teiche auf der gegenüberliegenden Seite der heutigen Anlage.

## Unwetterlage am 14. Juli 2021
An der Markusmühle wurde bei dem Hochwasser am 14. Juli 2022 eine Wand hinweggespült.

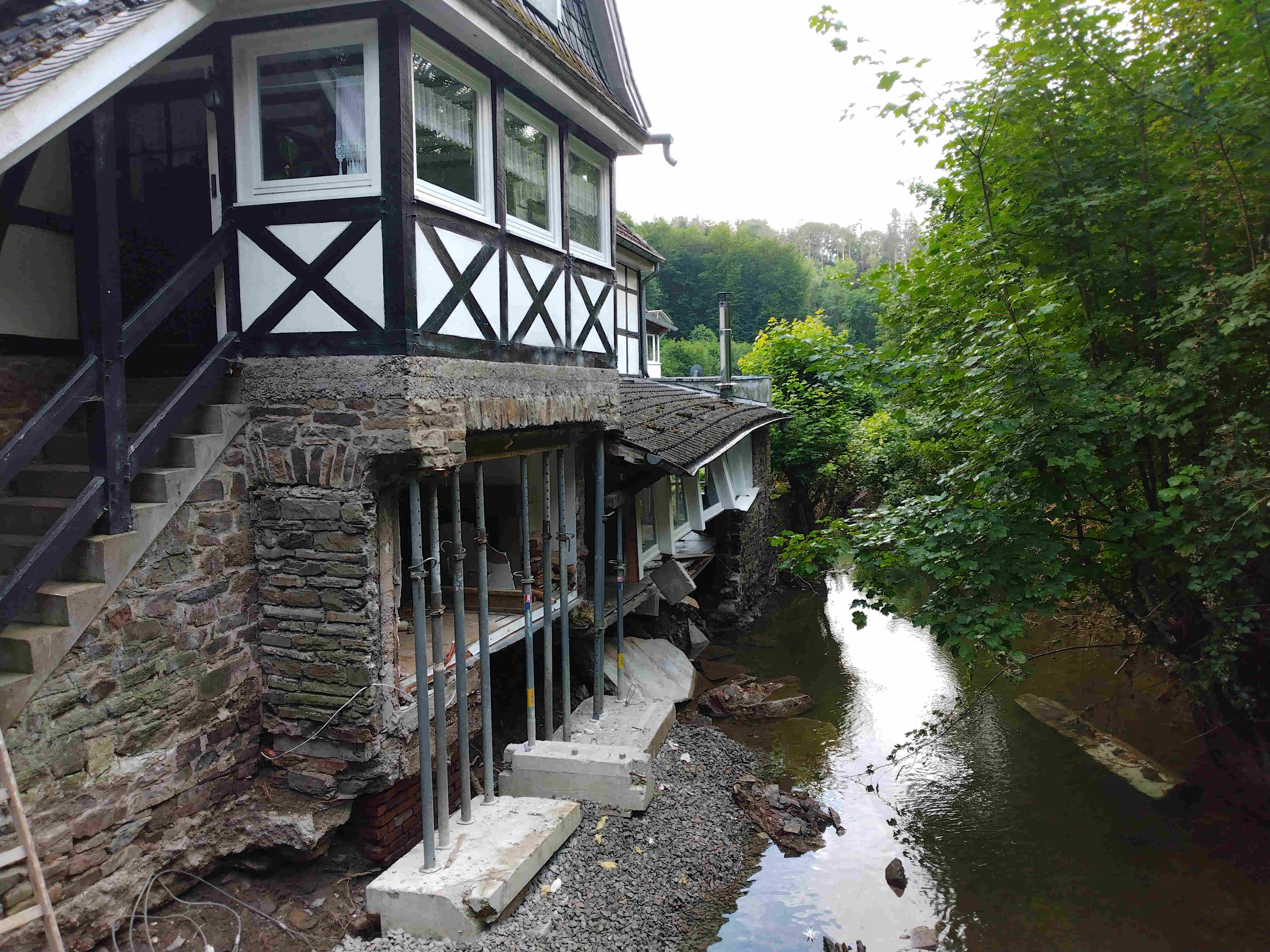
Markusmühle mit Hochwasserschäden am 26. Juli 2021

## Belegende Quellen und Literatur
- Landesarchiv NRW HStAD Jülich-Berg III 931
- Landesarchiv NRW HSTAD Jülich-Berg III R Amt Burg 1, Pag 73V
- Landesarchiv NRW HSTAD Jülich-Berg Berg.Gerichte, Bornefeld Nr. 35
- Paul Haendeler:  Markusmühle contra Rausmühle : Ein Prozeß aus d. 16. Jh., Dezember 1940, in: "Bergischer Volksbote" (Zeitung), Burscheid / Köln
- N.J.Breidenbach, Familien, Eigentum und Steuern..., Wermelskirchen 2003, Verlag Gisela Breidenbach, ISBN 3-9802801-8-7
- Herbert Nicke: Bergische Mühlen, Galunder-Verlag, Wiehl, 1998, ISBN 3-931251-36-5